# Alf Clausen
Pour les articles homonymes, voir Clausen (homonymie).
Alf Clausen est un compositeur de musique américain né le 28 mars 1941 à Minneapolis (Minnesota) et mort le 29 mai 2025 à Los Angeles (Californie).

## Biographie
Alf Clausen grandit à Jamestown (Dakota du Nord). Il chante dans la chorale du lycée (high school), et adolescent se met à étudier le cor (french horn) et le piano. Il apprend aussi la guitare basse. Il suit les cours de génie mécanique à l'université du Dakota du Nord et en même temps il prend des cours par correspondance de composition et orchestration en jazz avec le Berklee College of Music à Boston. Il intègre ensuite l'université du Wisconsin à Madison, qu'il quitte pour son attitude « antijazz »,. Il travaille un temps comme musicien puis décroche en 1966 son diplôme de composition musicale.
Il est particulièrement connu pour ses compositions pour la série télévisée animée Les Simpson pour lesquelles il a reçu de nombreux prix et nominations. Alf Clausen a composé et orchestré la musique de plus de trente films et émissions de télévision tels que Y a-t-il un flic..., Alf ou La Folle Journée de Ferris Bueller.
Alf Clausen déménage à Los Angeles en 1967, à la recherche d'un travail télévisé, souhaitant devenir un compositeur à temps plein,. Pendant neuf ans, il travaille comme arrangeur pour chanteurs, écrivains fantômes et autres travaux de composition tels que des jingles commerciaux, ainsi que comme enseignant, copiste en musique et bassiste. Il travaille comme copiste sur Come on Get Happy, la chanson thème de The Partridge Family. Il devient par la suite rédacteur, puis directeur musical et chef d'orchestre de Donny and Marie entre 1976 et 1979. Initialement, il lui est demandé d'écrire une carte d'urgence pour le lendemain, mais il est embauché en tant qu'auteur et continue à écrire et à diriger le spectacle, avant de remplacer Tommy Oliver en tant que directeur musical. Lorsque la tournée arrive dans l'Utah, Clausen se rend chaque semaine de Los Angeles par avion pour enregistrer la musique. Il joue le même rôle dans The Mary Tyler Moore Hour en 1979. En 1981, il est nommé pour le Primetime Emmy Award pour sa contribution exceptionnelle à la direction musicale pour Omnibus,. 
Alf Clausen est compositeur pour la série Clair de lune de 1985 à 1989, marquant 63 des 65 épisodes. Son épisode préféré est La séquence de rêves sonne toujours deux fois, qui présente deux longues séquences de rêves en noir et blanc et bénéficie de l'épisode Atomic Shakespeare, également un épisode fantastique. Il reçoit une nomination aux Emmy Awards pour chaque épisode de la catégorie Réalisation exceptionnelle en composition musicale pour une série (Dramatic Underscore) en 1986 et 1987, ce qui lui vaut deux nominations supplémentaires au cours des deux années qui suivent pour les épisodes Voici vivre avec vous, enfant et Un ventre avec une vue. En 1988 et en 1989, il reçoit également des nominations pour le prix Emmy pour réalisation exceptionnelle dans la direction musicale. Il est également compositeur à la FAL de 1986 à 1990.
Parmi les autres compositions télévisées qu'il a réalisées, on retrouve Wizards and Warrior (1983), Fame (1984), Lime Street (1985), Christine Cromwell (1989) et My Life and Times (1991), ainsi que les téléfilms Murder in Three Acts (1986), Double Agent (1987), Histoire de la police: Le Commandant du guet (1988), My First Love' (1988), Elle en sait trop (1989) et le long métrage Number One with a Bullet (1987). Il a également dirigé les orchestres et, pour certains, ajouté de la musique à plusieurs films, notamment The Beastmaster (1982), Airplane II: The Sequel (1982), Splash (1984), Weird Science (1985), Ferris Bueller's Day Off (1986), Dragnet (1987) et The Naked Gun (1988).